# تيلي كابيل
تيلي كابيل (بالفرنسية: Tilly-Capelle)‏ هي بلدية تقع في إقليم باد كاليه من منطقة نور با دو كاليه في شمال فرنسا. تبلغ مساحة هذه المدينة 6.31 (كم²)، وترتفع عن سطح البحر 58 م، يبلغ عدد سكانها 172 نسمة حسب إحصاء المعهد الوطني للإحصاء والدراسات الاقتصادية سنة 2009 م. وترأس Régine Billet البلدية خلال فترة (2008-2014).